# Klukwiennoje (obwód kurgański)
Klukwiennoje (ros. Клюквенное) – wieś (sieło) w Rosji, w obwodzie kurgańskim, w rejonie makuszyńskim. W 2010 liczyła 417 mieszkańców.